# 厚地彩花
厚地彩花（日语：／ Atsuchi Ayaka，1994年2月2日—），日本女性配音員。elfin'成員。青二Production所屬。出身於長崎縣。修曼綜合學院大阪校畢業。身高160cm。AB型血。

## 來歷、人物
厚地彩花出生於長崎縣，在京都府長大。高中畢業後，她本來想學習繪畫，但在修曼綜合學院大阪校的學校說明會上，她了解到了表演藝術學院，並在參加試招生後，對表演產生了興趣。她一開始沒有任何表演經驗，在校期間就出演了社交遊戲。
她說是《王牌投手 振臂高揮》激勵了她成為一名配音員。
曾在阿佐谷動畫街的動畫合作咖啡館SHIROBACO工作。
她在該機構的同事包括奧谷楓、竹內若子。
2018年9月，宣布加入美聲女子團體elfin'。

## 作品
關於偶像的活動，請參閱「elfin'」。

## 演出
粗體字表示主要角色。
關於偶像的活動，請參閱「elfin'」。

### 電視動畫
2014年
- FAIRY TAIL魔導少年（薩尼、女服務生）

2016年
- DAYS（五人制足球女子）
- ONE PIECE（2016年—2018年，女、巨人族）

2017年
- 虎面人W（觀眾）

2018年
- 喵的咧～貓咪戲說日本史！（日语：ねこねこ日本史）（2018年—2019年，官員A、武士A、源賴家）2系列

2024年
- 新幹線變形機器人：變革世代（香月里佳）

2025年
- 逃走中 THE GREAT MISSION（弘人）

### 遊戲
年份不詳
- 伊希歐之夢（鮮血櫻桃[1]、HOME美[1]、HOME花[1]、HOME藏[1] 等）

2013年
2014年
- Dragon Collection（日语：ドラゴンコレクション）（布利德）

2016年
- ELCHRONICA（霍蘭、莉莉）

2017年
- 逆轉奧賽羅尼亞（日语：逆転オセロニア）（斯帕盧姆）

2019年
- 女神異聞錄5 皇家版（留美[1]）

2020年
- Goetia Cross（2020年—2021年，睦羽薩米吉納[8]、海拓韋帕爾[9]）
- 職棒家庭棒球場 2020（日语：プロ野球 ファミスタ 2020）（阿查[1]）
- Crash Fever（克羅內克[10]）
- 魔女之泉3 Re:Fine -玩偶小魔女艾露迪的故事-（艾琳[1]、盧卡斯[1]）

2021年
- 東方彈幕神樂（赤蠻奇[11]）

2022年
- Counter Side（凱西·賓斯[12]）
- 白夜極光（佳士達[13]）
- 核心危機 -最終幻想VII- Reunion[14]

2024年
- ORE'N（天使維克利夫[15]／織天使維克利夫[16]）

### 廣播劇
2014年
- 青山二丁目劇場（日语：青山二丁目劇場）（文化放送）
  - （6月10日）—飾 紗由
  - 『WHAT A WONDERFUL WORLD』（8月25日）—飾 莎拉
  - （12月15日）—飾 小時候的優子

2015年
- 青山二丁目劇場（文化放送）
  - （2月16日）—飾 明美
  - （4月20日）—飾 OL
  - （6月30日）—飾 桂子

### 廣播節目
※記號表示網路廣播。
- All Night-NIPPONi ～elfin'的美聲放送局～（2017年—，日本放送）※[17]
- 天籟精靈（bilibili）每週四18時00分～，常駐

### 電視節目
年份不詳
- NHK綜合『早安日本』（旁白）
- NTV『世界最想上的課（日语：世界一受けたい授業）』（旁白）
- CX（旁白）
- CS娛樂 ～Tele☆Cinedra綜藝（日语：エンタメ〜テレ☆シネドラバラエティ）『單元嘉賓』（露面演出）

2015年
- 朝日電視台『BASS DRUM（日语：タカアンドトシの道路バラエティ!? バスドラ）』（解說）
- NHK教育（旁白）
- TBS（旁白）
- 朝日電視台（旁白）

### 漫畫電影
- （2016年）
  - AQUALABEL 資生堂篇
  - AQUALABEL 資生堂篇

### 舞台
- 星塵地獄 ～重啟結束～（2019年1月9日—14日，新宿村LIVE）

### 其它
- 第四十六回 我的BOOK ISM[18]（2019年5月16日，電子書籍.com）

## 外部連結
- 厚地彩花｜青二Production （日語）
- 厚地彩花的X（前Twitter） （日語）